# タイタン・レイン
タイタン・レイン(英 Titan Rain)は、2003年以降にアメリカのコンピュータシステムに行われた一連の組織的な攻撃についてのアメリカ連邦政府による命名である
。

## 概要
攻撃者は、もともと中華人民共和国とされていたが、その微妙な性質に起因して、正体は不明のままである（国家による諜報行為あるいは企業による諜報行為か、あるいは偶発的なハッカーの攻撃かといったその性質に関すること、及びその行為を行った者はプロキシ・システムに隠れたものか、ゾンビコンピュータによるものか、スパイウェアやウイルスの関与によるものかなど）。「タイタン・レイン」として知られている攻撃は、APT攻撃であったと信じられている。
2005年12月初め、アメリカのセキュリティ団体であるSANS Institute の責任者は、攻撃は中国軍関係のハッカーが米国のシステムに関する情報を収集しようとした結果であったとすることがもっとも可能性の高いことであると述べている。
タイタン・レインにおける攻撃者は、ロッキード・マーティン社、サンディア国立研究所、レッドストーン兵器廠、及びアメリカ航空宇宙局を含む数多くのアメリカのコンピュータ・ネットワークへのアクセスを行った。